# Molly Cheek
Molly Cheek (ur. 2 marca 1950) – amerykańska aktorka znana głównie z roli matki Jima Levensteina, głównego bohatera komedii American Pie, czyli sprawa dowCipna (1999).
Aktorka, która karierę rozpoczęła w 1979 roku, gra głównie role epizodyczne w licznych serialach. Zagrała m.in. w takich filmach jak Spider-Man 2 (2004) oraz Cougar Club (2007).
Molly występuje również w licznych programach telewizyjnych, takich jak It's Garry Shandling's Show.

## Filmografia
- 1981 − Dynastia
- 1982 − Chicago Story
- 1983 − The Powers of Matthew Star
- 1985 − Deadly Intruder
- 1985 − Family Ties
- 1985 − Hardcastle and McCormick
- 1990 − It's Garry Shandling's Show
- 1993 − Pies Binfordów
- 1995 − Step by Step
- 1999 − American Pie
- 2000 − Diagnoza morderstwo
- 2001 − American Pie 2
- 2003 − American Pie: Wesele
- 2004 − Dowody zbrodni
- 2004 − Spider-Man 2
- 2007 − Cougar Club